# Előváladék

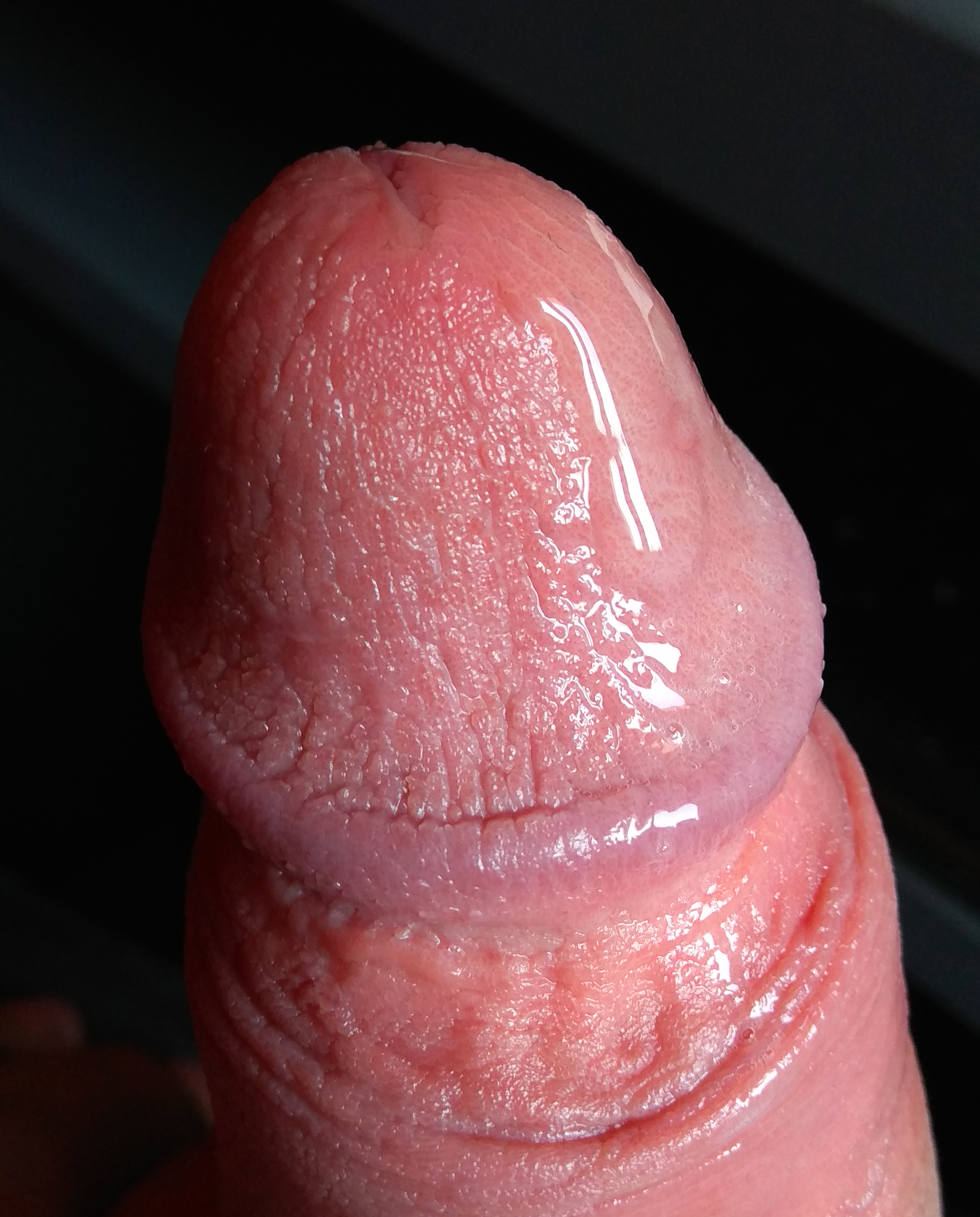
Előváladék a makkon

Az előváladék egy színtelen, átlátszó, viszkózus folyadék, amely a férfi hímvesszőjéből a magömlést megelőzően távozik szexuális izgalom hatására. A váladékot a húgycső mellett, a prosztata alatt elhelyezkedő Cowper-mirigyek termelik. Szexuális tevékenység – maszturbálás, előjáték, vagy egyszerűen csak merevedés – során jelenik meg a húgycsőben, hogy az abban visszamaradt vizelet savas kémhatását semlegesítse az arra érzékeny spermiumok távozása előtt. A pénisz végén, a húgycsőnyílásban megjelenő előváladék a szexuális tevékenység során síkosító anyagként is funkcionál, közösülésénél elősegíti a makk behatolását a hüvelybe, illetve könnyíti abban a pénisz mozgását.
Mennyisége egyénenként változó és igen eltérő lehet, a néhány csepptől a több milliliterig is távozhat, előfordul, hogy csak az orgazmus bekövetkezte előtt röviddel jelenik meg. Az előváladék tartalmazhat az előző ejakulációból visszamaradt életképes spermiumokat is, így akár megszakított közösülésnél is létrejöhet terhesség.
A HIV-fertőzött férfiak előváladékában is megtalálható a vírus, ezért a beteg ondójával való érintkezés nélkül, az előváladékkal is továbbadható a fertőzés.